# Parella de fet
Una parella de fet o parella estable és una unió legal entre dues persones de qualsevol sexe que viuen junts o que conviuen en un unitat domèstica anàloga a la conjugal. Una parella de fet no és el mateix que un matrimoni ni una unió civil, tot i que en alguns països com Austràlia, Nova Zelanda o als estats americans d'Oregon, Washington, Nevada i California, són equivalents al matrimoni.
Alguns ordenaments jurídics van veure la necessitat de regular la convivència entre els components de les parelles de fet per evitar el desemparament d'algun dels components de la parella en certes situacions com la mort i la malaltia entre d'altres. Des de 1998, el terme legal que s'utilitza en la legislació catalana és el d'unió estable de parella.
Al llibre 2n del Codi Civil Català es regulen els efectes del matrimoni i la nul·litat i divorci així com les parelles de fet i els efectes de la ruptura.